# 海灣聖詩

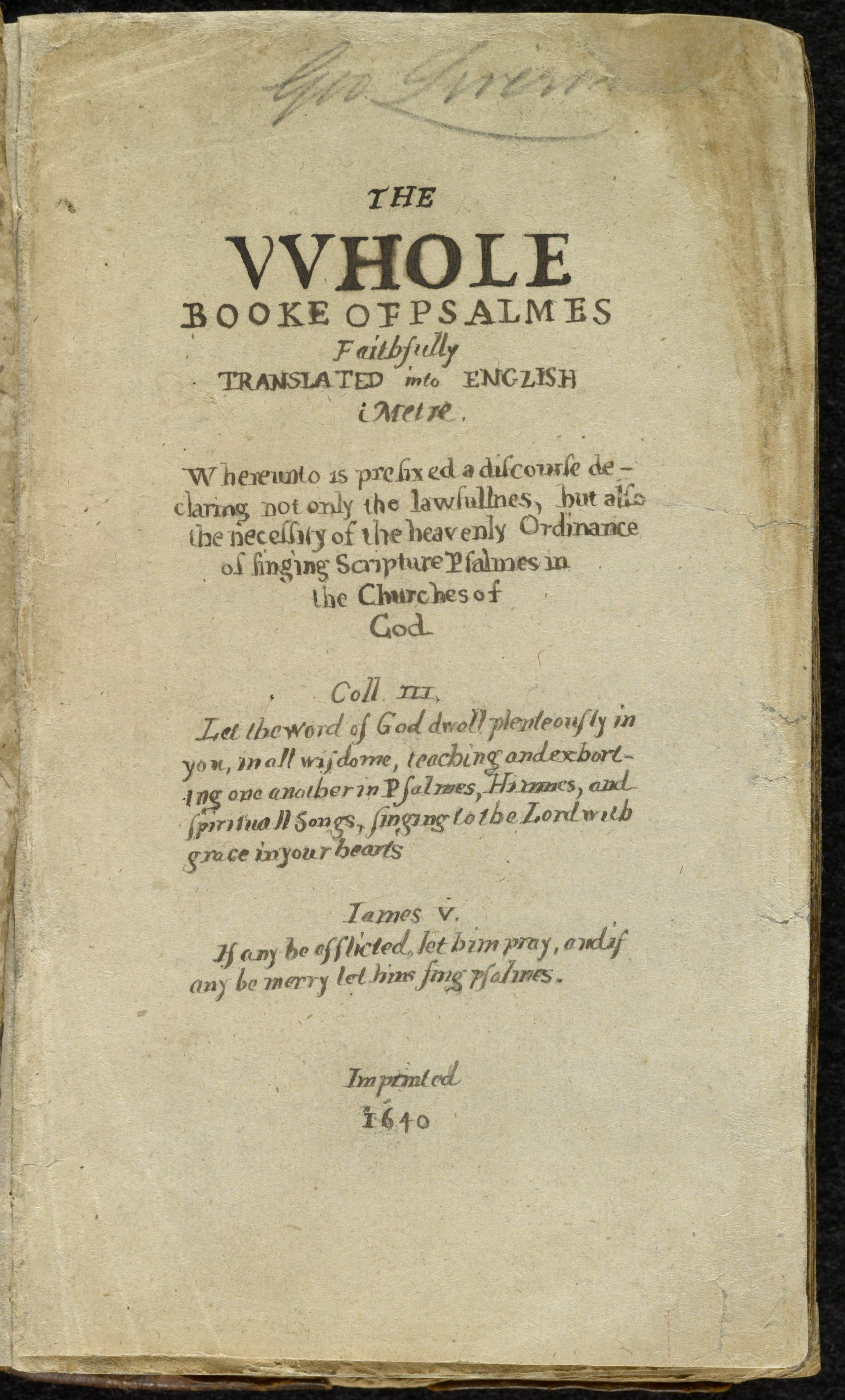
《海灣聖詩》的標題頁

《海灣聖詩》（英語：Bay Psalm Book）是一部聖詠經，1640年出版於馬薩諸塞灣省劍橋。是北美十三州印刷最早的書籍。是當時清教徒對希伯來文《聖詠》的忠實英文翻譯。
本書最初印刷了1700本，而現知現存有十一本。2013年11月其中一本在紐約蘇富比拍賣行以1420萬美元售出，成為世上最貴印刷物。